# هان سون تشول
هان سون تشول (مواليد 30 ديسمبر 1984) هو ملاكم كوري جنوبي، مثّل بلاده في الألعاب الأولمبية الصيفية في دورتي 2008 و2012.

## روابط خارجية
هان سون تشول على موقع أوليمبيديا (الإنجليزية)